# Мей, Наталия Юхановна
Наталия Юхановна Мей (эст. Natalie Mei; 10 января 1900, Либава, Курляндская губерния — 29 июля 1975, Таллин) — эстонская советская театральная художница, график, иллюстратор, педагог. Заслуженный деятель искусств Эстонской ССР (1945). Первая эстонская художница, начавшая работать в области сценического костюма.

## Биография
Родилась в семье капитана корабля Юхана Мея, где её отец участвовал в строительстве военного порта. Три сестры получили признание, Лидия, Наталия и Кристина. Лидия и Наталия стали представительницами художественного течения «Новая предметность», которое затронуло эстонское искусство в 1920-х годах, а Кристина стала скульптором.
В 1915 году Наталия окончил Таллинскую женскую гимназию, изучала архитектуру в женском политехническом институте в Петрограде в 1918 году. Обучалась живописи в Петроградской школе Общества поощрения художеств (1917—1918). Продолжила художественное образование в Таллине под руководством Николая Трийка. В 1919 году впервые участвовала в весенней выставке художественного объединения «Паллас» в Тарту.
В 1920—1921 годах работала учителем рисования в педагогическом училище в Тарту. Стала известной как автор акварелей в конце 1920-х годов, её работы были на выставках в Амстердаме, Риге, Хельсинки, Берлине и др.
В 1921—1924 годах продолжила обучение в первой эстонской национальной художественной школе «Паллас». С целью самосовершенствования неоднократно ездила в центры искусств Западной Европы.
С 1929 года работала в Таллинском театре «Эстония» (ныне Национальная опера «Эстония»). С 1940 года — преподаватель Таллинского института прикладных искусств ЭССР. В числе её известных учеников Эльдор Рентер, народный артист Эстонской ССР (1984).
Известна как театральный художник по костюмам.
Член Союза художников (с 1958) и Союза театральных деятелей Эстонской ССР (с 1968).
Умерла в 1975 году в Таллине и похоронена на кладбище Рахумяэ.

## Творчество
Принимала участие в оформлении спектаклей: «Турандот» Джакомо Пуччини (1939, театр «Эстония»), «Мнимый больной» Мольера (1936, Драм. театр), «Красный мак» Р. М. Глиэра (1939, театр «Эстония»), «Огни мщения» Э. Каппа (1945, там же), «Берег бурь» Эрнесакса (1949, там же), «Сельские сапожники» («Сапожники Нумми») А. Киви (1960, Эстонский государственный академический театр драмы им. В. Кингисеппа).
Работала и как художник-декоратор; спектакли: «Где-то на юге» Кеммени (1958, Ленинградский театрр музыкальной комедии), «Летняя ночь наяву» Рауд (1961, Эстонский государственный академический театр драмы им. В. Кингисеппа) и др. Принимала участие в создании кинофильмов «Новый нечистый из преисподней» (1964), «Последняя реликвия» (1969) и «Kolme katku vahel» (1970).

## Память
- С 2006 года Союз театральных деятелей Эстонии присуждает премию имени Наталии Мей, которой отмечается успешная работа артистов сцены и художников по костюмам[2].